# Leonardo Pieraccioni
Leonardo Pieraccioni (Firenze, 17 febbraio 1965) è un attore, regista, sceneggiatore, comico, cabarettista e scrittore italiano.

## Biografia

Leonardo Pieraccioni e Maria Grazia Cucinotta ne I laureati (il suo primo film da regista datato 1995)

Figlio unico, dopo aver frequentato per due anni l'indirizzo per perito aziendale, nel 1981 all'età di 16 anni Leonardo partecipa al programma Un ciak per artisti domani, presentato dal debuttante Carlo Conti. Nel 1983 si arruola nell'Arma dei Carabinieri come carabiniere ausiliario. Nel 1986 con Conti conduce su Teleregione, il varietà Succo d'Arancia e insieme anche a Giorgio Panariello recita nel loro primo spettacolo teatrale, Fratelli d'Italia che furoreggia nei palcoscenici toscani. I tre collaborano poi nel 1989 alla realizzazione del programma Vernice fresca sul circuito televisivo nazionale Cinquestelle.
Fa il suo debutto in Rai nel 1988 partecipando al programma Il piacere dell'estate (Rai 2, dal 13 giugno al 16 settembre), e poi alla trasmissione radiofonica Via Asiago Tenda. Segue l'esperienza a DeeJay Television su Italia 1 (1989-1990) col nome d'arte di Zeba: esordisce inizialmente con uno sketch comico in cui finge di essere un cameraman passato davanti alla telecamera, per poi acquistare sempre maggiore spazio dentro il programma. Dopo una lunga gavetta nel cabaret, fa la sua prima apparizione a teatro con lo spettacolo comico Leonardo Pieraccioni Show (1990). L'anno successivo Alessandro Benvenuti lo vuole nel suo film Zitti e mosca, che è la sua prima esperienza cinematografica.
In autunno prende parte come concorrente a "Show Master", il concorso per "nuovi talenti" all'interno di Fantastico 12 (condotto da Raffaella Carrà e Johnny Dorelli) in cui poi giungerà secondo, nonostante il favore dei pronostici alla vigilia della finale. Nel 1992 partecipa come ospite fisso al programma televisivo di taglio giovanile Europop (argomenti trattati: viaggi, musica e cultura varia) condotto da Elisa Jane Satta (ex vj di Videomusic) e in onda su Rai Due per 19 puntate a partire dall'8 marzo fino al 1º agosto. Nell'estate del 1993 conduce con Brigitta Boccoli Vamos a bailar (8 puntate, dal 6 luglio al 24 agosto), varietà di Rai 1 incentrato sui balli latinoamericani, nel quale figurano anche l'illusionista Francesco Scimemi e la ballerina brasiliana Naja.

Lorena Forteza e Pieraccioni ne Il ciclone (1996)

I successi di Villaggio vacanze Pieraccioni e Fratelli d'Italia, ottimi esempi di spettacoli comici a teatro, convincono Pieraccioni a provare la carta di regista cinematografico: fa il suo esordio nel grande schermo con I laureati, campione d'incassi nel 1995: la pellicola costa 2 miliardi di lire e ne incassa 13. A Pieraccioni si affiancano come attori l'amico Massimo Ceccherini e Rocco Papaleo, spesso collaboratori di Leonardo. In seguito scrive, dirige e interpreta Il ciclone (in cui presta la voce anche Mario Monicelli) nel 1996, con nel cast i suoi amici di sempre Massimo Ceccherini e Alessandro Haber. Il botteghino premia la pellicola con un incasso di 75 miliardi di lire (circa 40 milioni di euro), entrando nella top ten dei film di maggior incasso di sempre in Italia, venendo poi superato l'anno successivo dal film di Roberto Benigni La vita è bella.
Il successo al botteghino viene replicato l'anno successivo con Fuochi d'artificio, in cui la trama varia ma non il modus operandi, e il pubblico e la critica confermano il loro apprezzamento con un incasso di 70 miliardi, quasi al pari de Il ciclone. Pieraccioni viene considerato uno dei comici migliori del momento. Successivamente dirige due pellicole di discreto successo: Il pesce innamorato (1999) e Il principe e il pirata (2001), quest'ultimo vincitore del Nastro d'argento per la miglior colonna sonora. Nonostante buoni riscontri da parte della critica e al botteghino, i due film non riescono a ripetere gli eccezionali numeri dei precedenti Il ciclone e Fuochi d'artificio.
Bisogna aspettare il 2003 quando con Il paradiso all'improvviso che, pur senza stravolgere completamente il suo stile, lo unisce alla spiritosaggine sgrammaticata di Anna Maria Barbera, in arte Sconsolata, torna nella top ten degli incassi della stagione cinematografica corrente, portando a casa la cifra record di 24,6 milioni di euro, sbaragliando la concorrenza di fenomeni del momento come Il Signore degli Anelli - Il ritorno del re (22,4 milioni) e Alla ricerca di Nemo (21,8 milioni).
Torna nelle sale nel 2005 quando dirige e interpreta Ti amo in tutte le lingue del mondo, distribuito da Medusa Film, dove Giorgio Panariello interpreta suo fratello e Massimo Ceccherini un frate. La pellicola è nuovamente un successo al botteghino (circa 20 milioni di euro). L'11 aprile 2005 conduce una puntata di Striscia la notizia con Massimo Ceccherini, mentre il 2 marzo 2006 è ospite al Festival di Sanremo, condotto quell'anno dal suo amico Giorgio Panariello. Nel 2007 dirige e interpreta Una moglie bellissima, coinvolgendo ancora una volta Massimo Ceccherini e arruolando nel cast Laura Torrisi, ex concorrente del reality Grande Fratello alla sua prima prova d'attrice, e Gabriel Garko. Anche questo film raggiunge la top ten degli incassi del 2007: il film chiude con quasi 21 milioni di euro, superando solo di poche migliaia di euro la precedente pellicola di Pieraccioni Ti amo in tutte le lingue del mondo.
Successivamente il 18 dicembre 2009 esce il film Io & Marilyn, prodotto da Medusa Film, come di consueto, nel periodo natalizio, nel quale è l'unico a poter parlare col fantasma della famosa attrice Marilyn Monroe. Il film ottiene un buon successo al botteghino, ma incassa molto meno delle precedenti pellicole. Dello stesso periodo d'uscita e stesso produttore è il film di Natale 2011: il film dal titolo Finalmente la felicità vede Pieraccioni nei panni di un professore musicista di Lucca, che scopre di avere una sorella adottata a distanza dalla madre, interpretata da Ariadna Romero, nuovamente al fianco di Rocco Papaleo.

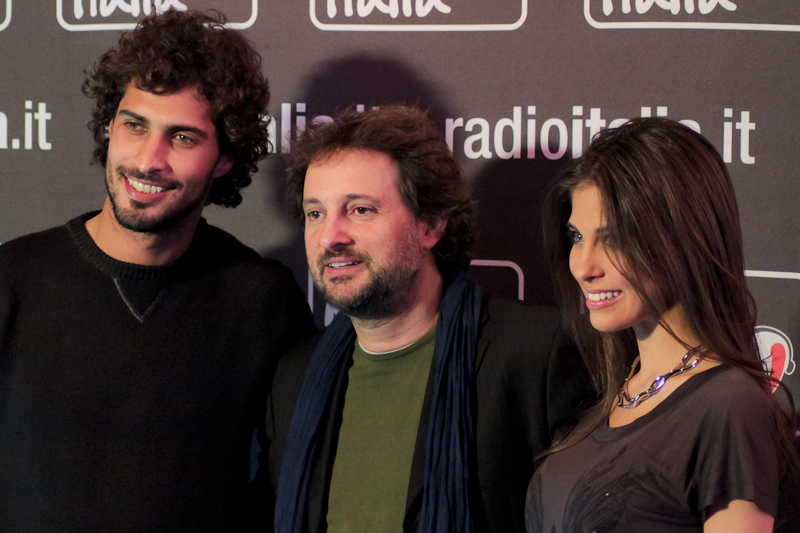
Thyago Alves, Leonardo Pieraccioni e Ariadna Romero all'anteprima di Finalmente la felicità (2011)

Nel 2013 torna al cinema con il suo nuovo film di Natale Un fantastico via vai, in uscita il 12 dicembre, con Serena Autieri, Massimo Ceccherini e Giorgio Panariello: il film viene promosso al talent di Rai 1 Tale e quale show dell'amico Carlo Conti il 6 dicembre durante la finale per la quale è anche membro della giuria insieme a Claudio Lippi, Loretta Goggi e Christian De Sica; si esibisce poi fuori gara con lo stesso Conti e Gabriele Cirilli imitando I Tre Tenori. Dal 22 settembre 2014 conduce per una settimana su Canale 5 Striscia la notizia, in coppia con Maurizio Battista.
A giugno 2015 comincia le riprese del suo nuovo film, Il professor Cenerentolo, prodotto da 01 Distribution che esce nelle sale a partire dal 7 dicembre 2015. Nel cast ci sono Laura Chiatti, Flavio Insinna e Massimo Ceccherini. Il 5 e 6 settembre 2016 debutta all'Arena di Verona con Carlo Conti e Giorgio Panariello con lo spettacolo "Pieraccioni, Conti e Panariello - Lo Show". Seguirà poi una tournée con tappe nei palasport di Assago, Roma, Firenze e Livorno.
Nel 2018 torna al cinema con il film Se son rose; mentre 3 anni più tardi, Il 14 giugno 2021, inizia le riprese de Il sesso degli angeli, con Marcello Fonte, Massimo Ceccherini e la partecipazione di Sabrina Ferilli. Girato metà in Italia (tra Firenze e Roma) e metà in Svizzera (precisamente a Lugano), il film esce in sala, distribuito dalla 01 Distribution, il 21 aprile 2022.
Dopo il Festival di Sanremo 2023, per la serata del 18 febbraio è giudice di Tale e quale Sanremo per poi lasciare il posto di nuovo a Panariello.
Il 26 giugno 2023 inizia le riprese del suo nuovo film, il quindicesimo da regista, Pare parecchio Parigi, che lo vedrà anche attore di nuovo a fianco di Chiara Francini, dopo l'esperienza nel film Una moglie bellissima, e nel cast ci saranno anche Nino Frassica, che lavorerà per la prima volta con la Francini, e Giulia Bevilacqua. Il film è uscito in sala il 18 gennaio 2024.

## Vita privata
Ha avuto una relazione con Laura Torrisi, conosciuta sul set di Una moglie bellissima, con la quale, nel 2010, ha avuto una figlia, Martina. Dal 2019 è legato alla parrucchiera Teresa Magni. 
È tifoso della Fiorentina, come lui stesso ha dichiarato in varie occasioni, ed è un fan di Francesco Guccini, che ha voluto al suo fianco nelle sue pellicole Ti amo in tutte le lingue del mondo, Una moglie bellissima e Io & Marilyn.

### Impegno umanitario
Leonardo Pieraccioni è testimonial della Fondazione Cure2Children, organizzazione non profit italiana attiva nella cura dei tumori pediatrici nei Paesi in via di sviluppo. Ha partecipato a eventi benefici, ha contribuito alla realizzazione di calendari solidali donando immagini tratte dai suoi film e nel film Pare parecchio Parigi (2024) ha inserito una citazione diretta alla fondazione.

## Filmografia

### Regista
- I laureati (1995)
- Il ciclone (1996)
- Fuochi d'artificio (1997)
- Il pesce innamorato (1999)
- Il principe e il pirata (2001)
- Il paradiso all'improvviso (2003)
- Ti amo in tutte le lingue del mondo (2005)
- Una moglie bellissima (2007)
- Io & Marilyn (2009)
- Finalmente la felicità (2011)
- Un fantastico via vai (2013)
- Il professor Cenerentolo (2015)
- Se son rose (2018)
- Il sesso degli angeli (2022)
- Pare parecchio Parigi (2024)

### Sceneggiatore
- I laureati, regia di Leonardo Pieraccioni (1995)
- Il ciclone, regia di Leonardo Pieraccioni (1996)
- Fuochi d'artificio, regia di Leonardo Pieraccioni (1997)
- Il mio West, regia di Giovanni Veronesi (1998)
- Il pesce innamorato, regia di Leonardo Pieraccioni (1999)
- Il principe e il pirata, regia di Leonardo Pieraccioni (2001)
- Il paradiso all'improvviso, regia di Leonardo Pieraccioni (2003)
- Ti amo in tutte le lingue del mondo, regia di Leonardo Pieraccioni (2005)
- Una moglie bellissima, regia di Leonardo Pieraccioni (2007)
- Io & Marilyn, regia di Leonardo Pieraccioni (2009)
- Finalmente la felicità, regia di Leonardo Pieraccioni (2011)
- Un fantastico via vai, regia di Leonardo Pieraccioni (2013)
- Tutta colpa di Freud, regia di Paolo Genovese (2014) Solo soggetto
- Il professor Cenerentolo, regia di Leonardo Pieraccioni (2015)
- Se son rose, regia di Leonardo Pieraccioni (2018)
- Il sesso degli angeli, regia di Leonardo Pieraccioni (2022)
- Pare parecchio Parigi, regia di Leonardo Pieraccioni (2024)

### Attore

#### Cinema
- Zitti e mosca, regia di Alessandro Benvenuti (1991)
- Bonus Malus, regia di Vito Zagarrio (1993)
- Miracolo italiano, regia di Enrico Oldoini (1994)
- I laureati, regia di Leonardo Pieraccioni (1995)
- Il ciclone, regia di Leonardo Pieraccioni (1996)
- Silenzio... si nasce, regia di Giovanni Veronesi (1996) - voce
- Fuochi d'artificio, regia di Leonardo Pieraccioni (1997)
- Viola bacia tutti, regia di Giovanni Veronesi (1998) – cameo
- Il mio West, regia di Giovanni Veronesi (1998)
- Il pesce innamorato, regia di Leonardo Pieraccioni (1999)
- Il principe e il pirata, regia di Leonardo Pieraccioni (2001)
- Il paradiso all'improvviso, regia di Leonardo Pieraccioni (2003)
- Ti amo in tutte le lingue del mondo, regia di Leonardo Pieraccioni (2005)
- Manuale d'amore 2 - Capitoli successivi, regia di Giovanni Veronesi (2007) – cameo
- Una moglie bellissima, regia di Leonardo Pieraccioni (2007)
- Io & Marilyn, regia di Leonardo Pieraccioni (2009)
- Finalmente la felicità, regia di Leonardo Pieraccioni (2011)
- Un fantastico via vai, regia di Leonardo Pieraccioni (2013)
- Il professor Cenerentolo, regia di Leonardo Pieraccioni (2015)
- Se son rose, regia di Leonardo Pieraccioni (2018)
- Il sesso degli angeli, regia di Leonardo Pieraccioni (2022)
- Pare parecchio Parigi, regia di Leonardo Pieraccioni (2024)
- Io e te dobbiamo parlare, regia di Alessandro Siani (2024)

#### Televisione
- People from Cecchetto, regia di Emanuele Imbucci – documentario (2023)
- Gloria, regia di Fausto Brizzi – serie TV, episodio 1x02 (2024) - cameo

### Documentari
- Narciso Parigi - A song lasting a life, regia di Lorenzo Andreaggi (2021) - se stesso

## Programmi televisivi
- Deejay Television (Italia 1, 1989-1990)
- Fantastico 12 (Rai Uno, 1991/1992) – concorrente
- Europop (Rai Due, 1992)
- Vamos a bailar (Rai Uno, 1993)
- Striscia la notizia (Canale 5, 2005, 2014)
- L'eredità (Rai Uno, 25 dicembre 2007)
- Panariello Conti Pieraccioni - Lo Show (Rai 1, 2020)
- NYCanta - Festival della musica italiana di New York (Rai Italia, 2020)
- Tale e quale Sanremo (Rai 1, 2023) – giudice

## Canzoni
Fin dagli esordi, negli anni ottanta, Pieraccioni è anche autore di canzoni. Collaborando con Massimo Miniati e Nicola Serena degli "Interno 31" ha realizzato nel 1989 l'LP Animali di città (cantando anche in coppia con Carlo Conti) e il 45 giri Ahi, ahi, ahi (I figliol di troia 'e 'un moian mai). Nel 1992 incide un altro LP, intitolato Il tempo è un pesce che vola, in collaborazione con Gianluca Sibaldi che si è occupato spesso anche delle musiche originali nei suoi film, in cui è inserito anche il brano Firenze. Nel 2013, in occasione del film Un fantastico via vai, Pieraccioni scrive La risata di mia figlia, che viene anche cantata da lui stesso, insieme alla canzone Il re in occasione del film Il professor Cenerentolo.

### Video musicali
- 2020 – Ciclone (Takagi & Ketra feat. Elodie, Mariah, Gipsy Kings, Nicolás Reyes e Tonino Baliardo)
- 2025 – Volevo essere un duro di Lucio Corsi, regia di Tommaso Ottomano

## Libri
Pieraccioni dal 1998 è anche autore di racconti. Le sue storie sono caratterizzate da un umorismo spesso amaro e da una comicità intrisa di malinconia, pessimismo e tristezza. Ha raccolto i suoi manoscritti nei libri Trent'anni, alta, mora (1998), Tre mucche in cucina (2002) e A un passo dal cuore (2003).
- Trent'anni, alta, mora, Segrate, Mondadori, 1998, ISBN 88-04-45540-3.
- Tre mucche in cucina, Segrate, Mondadori, 2002, ISBN 88-04-48368-7.
- A un passo dal cuore, Segrate, Mondadori, 2003, ISBN 88-04-50303-3.
- Michele Rocchino, Ci vorrebbe un bel titolo: retroscena di un'amicizia, illustrazioni di Mattia Colore, prefazione di Leonardo Pieraccioni, 2020, ISBN 979-85-52139-62-0.
- Fabrizio Borghini, Firenze al cinema, prefazione di Leonardo Pieraccioni, Signa, Masso delle Fate, 2020, ISBN 978-88-6039-510-8.

## Riconoscimenti
- David di Donatello
  - 1996 – Candidatura al miglior regista esordiente per I laureati
  - 1997 – Candidatura al miglior attore protagonista per Il ciclone
  - 1997 – Candidatura alla migliore sceneggiatura per Il ciclone
  - 1997 – David speciale per Il ciclone
  - 1997 – Premio David Scuola per Il ciclone
  - 2000 – David di Donatello speciale

- Nastro d'argento
  - 1997 – Miglior attore protagonista per Il ciclone
  - 1997 – Migliore sceneggiatura per Il ciclone

- Ciak d'oro
  - 1997 - Miglior film per Il ciclone[25]
  - 1997 – Miglior regista per Il ciclone[25]

- Globo d'oro
  - 1997 – Miglior attore per Il ciclone

- Personaggio Fiorentino
  - 2022 – Vinto[26]